# غاريث والي
غاريث والي (بالإنجليزية: Gareth Whalley)‏ هو لاعب كرة قدم بريطاني في مركز الوسط، ولد في 19 ديسمبر 1973 في مانشستر في المملكة المتحدة. لعب مع برادفورد سيتي وسويندون تاون وكارديف سيتي ونادي ألترينتشام ونادي كرو ألكساندرا وويغان أتلتيك.

## وصلات خارجية
- غاريث والي على موقع قاعدة بيانات كرة القدم.إي يو (الإنجليزية)
- غاريث والي على موقع Soccerbase.com (لاعب) (الإنجليزية)
- غاريث والي على موقع عالم كرة القدم.نت (الإنجليزية)